# ダニーロ・カタルディ
ダニーロ・カタルディ（Danilo Cataldi, 1994年8月6日 - ）は、イタリア・ローマ出身のサッカー選手。ACFフィオレンティーナ所属。ポジションはMF。

## 経歴
2006年に地元ローマのSSラツィオと契約。2013年にセリエBのFCクロトーネへレンタル移籍し、35試合4得点を記録した。
2014年にラツィオにレンタルバックで復帰。2015年1月18日のSSCナポリ戦でセリエAデビューを果たし、翌年1月24日のACキエーヴォ・ヴェローナ戦でセリエA初ゴールを記録。その数日後にラツィオとの契約を2020年まで延長した。
2017年1月13日、ジェノアCFCへ出場機会を求めてレンタル移籍。
2017年7月19日、ベネヴェント・カルチョへレンタル移籍することが発表された。

## エピソード
- 2015年4月6日にフィアット・500でローマ市内を走行している途中に、他2台の乗用車の交通事故に巻き込まれた[4]。幸い怪我はなかった。

## タイトル
ラツィオ
- カンピオナート・プリマヴェーラ : 1回 (2012-13)
- コッパ・イタリア : 1回 (2018-19)
- スーペルコッパ・イタリアーナ : 1回 (2019)